# روبرت دالي أوين
روبرت دالي أوين (بالإنجليزية: Robert Dale Owen)‏ هو دبلوماسي وسياسي أمريكي، ولد في 7 نوفمبر 1801 في غلاسكو في المملكة المتحدة، وتوفي في 24 يونيو 1877 في الولايات المتحدة. حزبياً، نشط في الحزب الديمقراطي. وقد انتخب عضو مجلس نواب إنديانا وانتخب عضو مجلس النواب الأمريكي.
ناصر أوين العقائد الاشتراكية التي كان والده روبرت أوين يدعو إليها، وكان يدير الأعمال اليومية في »نيو هارموني» في إنديانا وهي مجتمع طوباوي اشتراكي ساهم مع والده في تأسيسه عام 1825. خلال سنوات الرشد كتب روبرت ديل أوين العديد من المنشورات والخطب والكتب والمقالات التي تصف آراءه الشخصية والسياسية بما في ذلك إيمانه بالروحانية. شارك أوين في تحرير جريدة نيو هارموني مع فرانسيس رايت في أواخر عشرينيات القرن التاسع عشر في إنديانا وفري إنكوايرر في الثلاثينيات من القرن التاسع عشر في مدينة نيويورك. كان أوين مدافعاً عن حق المرأة المتزوجة في الملكية وحقوقها في الطلاق، كما ضمن إدراج بند في دستور إنديانا لعام 1851 يوفر تمويلًا مدعوماً من الضرائب بنظام موحد للمدارس العامة المجانية، كما أنشأ منصب مدير التعليم العام في إنديانا. ويشتهر أوين أيضاً بسلسلة من الرسائل المفتوحة التي كتبها في عام 1862 والتي أيدت إلغاء العبودية ودعمت التحرر العام، فضلاً عن اقتراح مفاده أن الحكومة الفيدرالية يجب أن تقدم المساعدة للأشخاص المحررين.

## النشأة والتعليم
ولد روبرت ديل أوين في 7 نوفمبر عام 1801 في غلاسكو إسكتلندا، والداه هما آن كارولين ديل وروبرت أوين. كانت والدته ابنة ديفيد ديل صانع المنسوجات الإسكتلندي. أصبح والده المولود في ويلز مالكاً جزئياً ومديراً لمطاحن نيو لانارك، ومصنع النسيج التابع لوالد زوجته في نيو لانارك إسكتلندا. كان روبرت ديل الابن الأكبر الباقي بين أطفالهما الثمانية، إخوته الأصغر سناً »ثلاثة إخوة وثلاث أخوات» هم ويليام وآن كارولين وجين ديل وديفيد ديل وريتشارد ديل وماري.
نشأ أوين في براكفيلد إسكتلندا، وتلقى تعليماً خاصاً قبل إرساله في سن السادسة عشرة إلى مدرسة فيليب إيمانويل فون فيلينبرغ في هوفويل سويسرا. عرّفت المدرسة السويسرية أوين على طريقة يوهان هاينريش بيستالوزي للتعليم. وبعد إكمال تعليمه الرسمي عاد أوين إلى إسكتلندا للانضمام إلى والده في تجارة المنسوجات في نيو لانارك. 
أصبح والد أوين، صانع النسيج الناجح والمحسن، مصلحاً اشتراكياً مشهوراً وقد شملت رؤيته للمساواة الاجتماعية إنشاء مجتمعات طوباوية تجريبية في الولايات المتحدة والمملكة المتحدة وغيرها من المشاريع. هاجر روبرت ديل أوين الذي شارك والده العديد من وجهات نظر حول القضايا الاجتماعية، إلى الولايات المتحدة في عام 1825 وأصبح مواطناً أمريكياً، وساعد والده في إدارة المجتمع الاشتراكي في نيو هارموني إنديانا. هاجر الإخوة الثلاثة الباقون على قيد الحياة (ويليام وديفيد وريتشارد) وشقيقته جين إلى الولايات المتحدة وأصبحوا من سكان نيو هارموني.

## الحياة المهنية المبكرة
أدار أوين العمليات اليومية للمجتمع الاشتراكي في نيو هارموني إنديانا بين عامي 1825 و 1828، بينما عاد والده إلى بريطانيا لاستئناف إصلاحه الاجتماعي وعمله الخيري في أوروبا. بالإضافة إلى أعماله الأخرى فقد نشر أوين وفرانسيس رايت (وهو ثري إسكتلندي محسن ومصلح راديكالي) مقالات في جريدة نيو هارموني الجريدة الأسبوعية الليبرالية في المدينة، كما شارك في تحريرها. وقد تأسست هذه الجريدة في عام 1825 وكانت واحدة من الصحف الأولى في إنديانا. ومع ذلك فقد توقفت منشوراتها في فبراير 1829.
بعد أن حُل المجتمع الطوباوي في نيو هارموني عام 1827، سافر أوين عبر أوروبا قبل أن يعود إلى الولايات المتحدة في عام 1829. خلال هذه الفترة كتب أوين الفيزيولوجيا الأخلاقية أو نبذة مختصرة عن قضية السكان عام 1830، وهو كتيب مثير للجدل حول موضوع السيطرة على تعداد السكان. وقد كان أول كتاب في الولايات المتحدة يدافع عن تحديد النسل.
انتقل أوين إلى مدينة نيويورك، حيث شارك هو ورايت في تحرير المجلة الأسبوعية المجانية حتى 1831-1832. كما فعلوا في جريدة نيو هارموني، واصلت فري إنكوايرر التعبير عن آرائهم الراديكالية حول مجموعة متنوعة من الموضوعات بما في ذلك إلغاء العبودية وحقوق المرأة والاقتراع العام والتعليم العام المجاني وتحديد النسل والدين. ثم عاد أوين إلى نيو هارموني إنديانا في عام 1833، بعد أن توقف هو ورايت عن التحرير في صحيفة نيويورك.

## الزواج والعائلة
تزوج أوين وماري جين روبنسون أمام قاضي الصلح في 12 أبريل 1832 في مدينة نيويورك. بعد رحلة طويلة إلى أوروبا، انتقل الزوجان إلى نيو هارموني إنديانا. وأنجبا ستة أطفال توفي اثنان منهم في سن مبكرة. أطفالهم الباقون هم فلورنسا (مواليد 1836) وجوليان ديل (مواليد 1837) وإرنست (مواليد 1838) وروزاموند (مواليد 1843).
في 23 يونيو 1876 وبعد خمس سنوات من وفاة زوجته الأولى تزوج أوين من لوتي والتون كيلوج في كالدويل نيويورك. وتوفي بعد ذلك بعام واحد.

## سياسي ورجل دولة

### زعيم حزب العمال
خلال فترة 1829-1830 أصبح أوين قائداً فعالًا في حزب العمال في مدينة نيويورك. وعلى عكس الديمقراطيين الآخرين في تلك الحقبة فقد عارض أوين العبودية، على الرغم من أن حزبه المتطرف غيبه عن كبار قادة إلغاء العبودية في ذلك العصر.

### مشرع في ولاية إنديانا
بعد عودة أوين إلى نيو هارموني إنديانا في عام 1833 أصبح ناشطاً في سياسة الدولة. خدم أوين في مجلس النواب في ولاية إنديانا (1835-1838 \ 1851-1853). وميز نفسه كعضو مؤثر في جمعية إنديانا العامة خلال فترة ولايته الأولى من خلال تأمين الاعتمادات لنظام المدارس العامة المدعومة من الضرائب في الولاية. إضافة إلى ذلك فقد لعب أوين دوراً أساسياً في إصدار التشريعات ودعا إلى دعم الأرامل وحق المرأة المتزوجة في الملكية، ولكن مشروعه لم ينجح. كما اقترح قوانين تمنح للمرأة حريةً أكبر في الطلاق. 
بالإضافة إلى خدمته في الهيئة التشريعية للولاية فقد انتُخب أوين مندوبًا من مقاطعة بوسي إنديانا إلى المؤتمر الدستوري في إنديانا في عام 1850. خلال المؤتمر اقترح أوين إدراج أحكام لحقوق ملكية المرأة في دستور الولاية. وعلى الرغم من أنه لم تتم الموافقة عليه إلا أن هذا الجهد المبكر لحماية حقوق المرأة أدى إلى قوانين لاحقة صدرت لتأمين ملكية المرأة والطلاق وحق التصويت. أهم ما في الموروث الذي تركه أوين هو مؤلفاته وجهده الموجه لإدراج بند في دستور ولاية إنديانا لعام 1851 يضمن تمويلًا حكومياً لنظام موحد للمدارس العامة المجانية، كما أنشأ منصب مدير التعليم العام.

### عضو الكونغرس الأمريكي
بعد ولايته الأولى في المجلس التشريعي لولاية إنديانا وحملتين فاشلتين في الانتخابات لعضوية الكونغرس الأمريكي في عام 1838 وعام 1840، انتُخب أوين كديمقراطي لمجلس النواب الأمريكي في عام 1842. وقد خدم في الفترة من 1843 إلى 1847 في الدورة الثامنة والعشرين. والمؤتمر التاسع والعشرين. كان أوين رئيس لجنة الطرق والقنوات خلال المؤتمر الثامن والعشرين. كما شارك أيضاً في النقاشات حول ضم تكساس والنزاع على حدود ولاية أوريغون في عام 1844 والذي أدى إلى إنشاء الحدود الأمريكية البريطانية في الشمال الموازي التاسع والأربعين نتيجة معاهدة أوريغون عام 1846.
أثناء عمله كعضو في الكونغرس قدم أوين وساعد على تأمين تمرير مشروع القانون الذي أسس معهد سميثسونيان في عام 1846. ثم عُيّن أوين في مجلس إدارة معهد سميثسونيان الأول وترأس لجنة البناء التابعة له والتي أشرفت على إنشاء المبنى في واشنطن العاصمة، وهو من أوصى بـ جيمس رينويك جونيور كمهندس معماري وجيمس ديكسون وجيلبرت كاميرون كمقاولين ومقلع سينيكا بسبب أحجاره الرملية الحمراء القانية المتميزة.
شارك أوين وشقيقه ديفيد ديل أوين والمهندس المعماري روبرت ميلز في وضع خطط أولية لمبنى سميثسونيان. أثرت هذه الخطط المبكرة على اختيار رينويك للطراز المعماري إحياء الرومانسيك (يشار إليه أحياناً باسم طراز نورمان المعماري) وتصميمه المكون من ثلاثة طوابق والذي اختير أخيراً على الرغم من بعض الجدل حوله. جادل كتاب أوين »تلميحات عن العمارة العامة» عام 1849 عن مدى ملاءمة أسلوب رينويك (إحياء الرومانسيك) المعماري للمباني العامة مثل »قلعة» سميثسونيان والتي ناقشها بالتفصيل. وقد ظهرت في هذا الكتاب سبعة رسوم توضيحية على كاملة الصفحة وتفاصيل عن العناصر المعمارية للمبنى، ما دفع البعض إلى انتقاد أوين بسبب تحيزه تجاه رينويك وتفضيله للهندسة المعمارية بالطراز نورمان على الأساليب الشعبية الأخرى.

## روابط خارجية
- روبرت دالي أوين على موقع الموسوعة البريطانية (الإنجليزية)
- روبرت دالي أوين على موقع إن إن دي بي (الإنجليزية)